# Stara bazilika sv. Petra
Stara bazilika svetega Petra je bila stavba, ki je stala od 4. do 16. stoletja, kjer danes v Vatikanu stoji nova bazilika svetega Petra. Gradnja bazilike, ki je bila zgrajena nad zgodovinskim najdiščem Neronovega cirkusa, se je začela v času vladavine cesarja Konstantina I. Ime stara bazilika svetega Petra se je od gradnje sedanje bazilike uporabljalo za razlikovanje obeh stavb.

## Zgodovina
Gradnja se je začela po ukazu rimskega cesarja Konstantina I. med letoma 318 in 322 [3] in je trajala približno 40 let. V naslednjih dvanajstih stoletjih je cerkev postopoma dobivala na pomenu in sčasoma postala glavno romarsko mesto v Rimu.
V baziliki so potekala papeška ustoličenja, leta 800 je bil v njej za cesarja Svetega rimskega cesarstva kronan Karel Veliki. Leta 846 so Saraceni oplenili in poškodovali baziliko. Zdi se, da so napadalci vedeli za izredne zaklade Rima. Nekatere svete in impresivne bazilike, na primer bazilika svetega Petra, so bile zunaj avrelijevega zidu in so bile tako lahke tarče. Bile so »polne bogatih liturgičnih posod in dragih relikviarijev, v katerih so bile novo zbrane vse relikvije«. Kot rezultat so napadalci uničili grob svetega Petra  in oplenili svetišče. V odgovor je papež Leon IV. zgradil Leonovo obzidje in obnovil poškodovane dele svetega Petra.
Do 15. stoletja je cerkev propadala. Razprave o popravilu delov konstrukcije so se začele po vrnitvi papeža iz Avignona. Dva človeka, ki sta bila vpletena v to obnovo, sta bila Leon Battista Alberti in Bernardo Rossellino, ki sta izboljšala apsido in delno dodala večnadstropno blagoslovljeno ložo v atrij fasade, na kateri se je gradnja občasno nadaljevala, dokler se ni začela graditi nova bazilika. Alberti je baziliko označil za strukturno spako:
 V baziliki svetega Petra v Rimu sem opazil robato značilnost: nad neprekinjeno vrsto odprtin je zgrajena izjemno dolga in visoka stena, brez krivulj, ki bi ji dale moč in nobenih podstavkov, ki bi jo podprli ... Celoten razpon stene je prebodlo preveč odprtin in zgrajen je previsoko ... Posledično je nenehna sila vetra že zamaknila steno več kot šest čevljev (1,8 m) od navpičnice; ne dvomim, da jo bo sčasoma nek ... rahel premik podrl ...
Sprva je imel papež Julij II. vse naloge, da ohrani staro stavbo, vendar se je njegova pozornost kmalu usmerila v rušenje in gradnjo nove zgradbe. Predlog je bil šokanten za mnoge ljudi, saj je stavba predstavljala papeško kontinuiteto, ki sega vse do Petra. Prvotni oltar naj bi bil ohranjen v novi stavbi. 
- Freska, ki prikazuje razgled na Konstantinovo baziliko svetega Petra, kot je bila videti v 4. stoletju
- Zgodnja razlaga relativnih lokacij Cirkusa Nerona ter starih in sedanjih bazilik svetega Petra
- Fontana della Pigna (1. stoletje n. št.), ki je v srednjem veku stala na dvorišču stare bazilike svetega Petra in se nato leta 1608 znova preselila v veliko nišo v Vatikanskem zidu, ki je obrnjena proti Cortile della Pigna, v Vatikanu, Rim, Italija.

## Opis
Zasnova je bila značilna oblika bazilike  s tlorisom in višino, ki sta spominjali na rimske bazilike in sprejemne dvorane, kot sta Basilica Ulpija na Trajanovem forumu in Konstantinova lastna Aula Palatina v Trierju, namesto zasnove katerega koli grško-rimskega templja. Zasnova je morda izhajala iz opisa Salomonovega templja v 1 Kr 6.
Konstantin si je močno prizadeval, da bi na mestu groba svetega Petra zgradil baziliko in to je vplivalo na postavitev stavbe, ki je bila postavljena na pobočju Vatikanskega hriba  na zahodnem bregu reke Tibere. Ker je bila lokacija zunaj meja antičnega mesta, je bila apsida z oltarjem postavljena na zahodu, da se je fasada bazilike lahko videla iz samega Rima proti vzhodu. Zunanjost pa v nasprotju s prejšnjimi poganskimi templji ni bila razkošno okrašena.
Cerkev je lahko hkrati sprejela od 3000 do 4000 častilcev. Sestavljena je bilo iz petih ladij, široke glavne ladje in dveh manjših stranskih ladij na vsaki strani, ki sta bili ločeni z 21 marmornatimi stebri, vzetih iz prejšnjih poganskih stavb. Dolga je bila več kot 110 m, oblikovana v obliki latinskega križa, imela je dvokapno streho, na sredini pa je bila visoka 30 m. Atrij, znan kot Rajski vrt, je stal na vhodu in imel pet vrat, ki so vodila v notranjost cerkve; to je bil dodatek 6. stoletja.
Na oltarju stare bazilike svetega Petra je bilo uporabljenih več salomoskih stebrov. Po tradiciji je Konstantin vzel te stebre iz Salomonovega templja in jih dal cerkvi; vendar so bili stebri verjetno iz vzhodne cerkve. Ko je Gian Lorenzo Bernini zgradil svoj baldahin nad novim oltarjem svetega Petra, je črpal iz zasukane zasnove starih stebrov. Osem originalnih stebrov je bilo premaknjenih novo  baziliko svetega Petra.

### Mozaiki
Veliki mozaik Navicella (1305–1313) v atriju je pripisan Giottu. Velikanski mozaik, ki ga je naročil kardinal Jacopo Stefaneschi, je zasedel celotno steno nad vhodno arkado, obrnjeno proti dvorišču. Upodobil je svetega Petra, ki hodi po vodi. To izjemno delo je bilo uničeno predvsem pri gradnji novega svetega Petra v 16. stoletju, vendar so se ohranili drobci. Navicella pomeni 'mala ladja', in se nanaša na veliko ladjo, ki je dominirala na prizorišču in katere jadro, napolnjeno z nevihto, se je vilo nad obzorjem. Takšen naravni prikaz morske pokrajine je bil znan le iz starodavnih umetniških del.
Ladja se je končala z lokom, na katerem je bil mozaik Konstantina in svetega Petra, ki sta Kristusu predstavila model cerkve. Na stenah, v katerih je bilo 11 oken, so bile freske različnih ljudi in prizori iz Stare in Nove zaveze. Glede na združene izjave Ghibertija in Vasarija je Giotto naslikal pet fresk iz Kristusovega življenja in različne druge plošče, za katere je Vasari dejal, da so bile »med uničevanjem novih zidov porušene ali odnesene iz stare stavbe svetega Petra ».
Odlomek mozaika iz 8. stoletja, Sveti trije kralji, je eden zelo redkih preostalih koščkov srednjeveške dekoracije stare bazilike svetega Petra. Dragoceni fragment se hrani v zakristiji cerkve Santa Maria v Cosmedinu. Dokazuje visoko umetniško kakovost uničenih mozaikov. Druga, stoječa Madona, je na stranskem oltarju v baziliki San Marco v Firencah.
- Graviranje iz leta 1673, ki prikazuje namestitev mozaika Navicella na baziliki
- Kopija 1628 v polni velikosti v olju velikega mozaika Navicella avtorja Giotta
- Navicella mozaik - fragment v Boville Ernici
- Navicella mozaik - fragment v Vatikanu
- Mozaik Klanjanja Magov, danes v Santa Mariji v Cosmedinu
- Mater misericordiae, danes v San Marcu v Firencah
- Mozaik, danes v Museo Barracco
- Dva para prvotnih Salomonovih stebrov zdaj podpirata ukrivljene stebre, ki tvorijo trompe-l'œil portike na pomolih sv. Petra.
- Solomonov steber

## Grobnice
Ker je bilo križanje in pokop svetega Petra leta 64, je na kraju groba svetega Petra stalo majhno svetišče. Z naraščajočim ugledom je cerkev postala bogato okrašena s kipi, opremo in dovršenimi lestenci, nenehno pa so se dodajali stranske grobnice in oltarji.
Strukturo so napolnile grobnice in trupla svetnikov in papežev. Kosti so ob gradnji odkrivali do februarja 1544.
Večina teh grobnic je bila uničena med 16. in 17. stoletjem ob rušenju stare bazilike sv. Petra (razen tiste, ki je bila uničena med saracenskim obleganjem cerkve leta 846). Preostanek so deloma prenesli v sodobno baziliko svetega Petra, ki stoji na mestu prvotne bazilike in peščico drugih rimskih cerkva.
Ob ponovljenih prevodih iz starodavnih rimskih katakomb in dveh požarih iz 14. stoletja v nadbaziliki svetega Janeza Lateranskega je obnova svetega Petra odgovorna za uničenje približno polovice vseh papeških grobnic. Kot rezultat tega se je Donato Bramante, glavni arhitekt sodobne bazilike svetega Petra, spominjal kot maestro Ruinante.

## Stefaneschi triptih
Oltarna slika Stefaneschi je triptih italijanskega srednjeveškega slikarja Giotta, naročilo kardinala Giacoma Gaetana Stefaneschija, da služi kot oltarna slika za enega od oltarjev stare bazilike svetega Petra v Rimu.
To je redek primer v Giottovega delu, da je dokumentirano naročilo in vključuje Giottov podpis, čeprav je datum, tako kot večina datumov za Giotto, sporen, in mnogi znanstveniki menijo, da je bila za njegovo izvedbo odgovorna umetnikova delavnica. Dolgo je veljalo, da je bil triptih narejen za glavni oltar cerkve; novejše raziskave kažejo, da je bil postavljen na 'kanonikov oltar', ki je v ladji, takoj levo od velike obokane odprtine v transept. Zdaj je v Vatikanski Pinacoteci v Rimu.